# Starlux
Starlux était une entreprise française de fabrication de soldats miniatures qui était basée dans le département de la Dordogne, à Coulounieix-Chamiers, en banlieue de Périgueux.

## Histoire
La société Starlux est issue d'une fabrique artisanale de jouets de bazar en blanc de Meudon, créée par Élie Tarroux à Paris en 1930.
En 1946, Pierre Beffara, succédant à son beau-père Élie Tarroux, se lance dans la fabrication de figurines en matière plastique.
En 1948 Pierre Beffara s'associe avec son cousin Michel pour fonder la société Starlux. L'entreprise s'installe à Coulounieix-Chamiers, près de Périgueux.
À la suite du décès de Pierre, la direction de l'entreprise est assurée par Michel Beffara de 1962 à 1980, puis par sa fille Maryse et Francis Gaydier de 1980 à 1986, enfin par Jacques Rongère. Au plus fort de son activité, l'entreprise a employé jusqu'à 250 personnes dont « beaucoup travaillaient à domicile pour peindre les sujets ».
La liquidation judiciaire de la société est prononcée en 1996.
Rachetée par le chanteur Francis Lalanne en 1997 et rebaptisée « New Starlux », l'entreprise ferme définitivement ses portes en 2005,.
En 2010, une exposition d'environ 10 000 sujets Starlux fournis par le collectionneur Philippe Guillot s'est tenue à Coulounieix-Chamiers. Il fait partie de l'association Starlux qui regroupe des anciens de l'entreprise Starlux ainsi que des élus locaux de l'agglomération périgourdine. Un comité de pilotage entre l'association Starlux et la mairie de Chancelade voit le jour en juin 2021, avec pour objectif l'ouverture d'un musée provisoire de sujets Starlux de juillet à septembre 2022 dans les locaux rénovés du centre culturel de Chancelade. Philippe Guillot pourrait alors fournir 20 000 sujets. L'association annonce en avril 2022 que cette exposition est annulée pour un problème de financement. En août 2025, Philippe Guillot annonce qu'il désire vendre sa collection de 20 000 figurines d'ici la fin de l'année pour faire face à d'importantes dettes.

## Production
En 1969, Starlux est le premier fabricant de jouets à créer des figurines de dinosaures.
En 1974, Starlux fournit des bâtiments pour ses figurines (châteaux forts, fermes, casernes, forts du Far West),.